# Mame Biram Diouf
Mame Biram Diouf (sinh ngày 16 tháng 12 năm 1987) là một cầu thủ bóng đá chuyên nghiệp người Sénégal thi đấu ở vị trí trung phong cho câu lạc bộ Süper Lig Konyaspor của Thổ Nhĩ Kỳ.

## Sự nghiệp câu lạc bộ

### ASC Diaraf
Tháng 8 năm 2008 anh có liên hệ với Brann, Arsenal, Feyenoord Rotterdam, Groningen, West Bromwich và Red Bull Salzburg..
Ở trận đấu gặp Brann vào ngày 19/7/2009, Mame Biram Diouf đã 4 lần sút tung lưới đối phương, trong đó có hat-trick ở 9 phút đầu tiên của trận đấu, góp công lớn giúp Molde đè bẹp đối thủ với tỉ số 5-2. 
Đến thời điểm này, chân sút 21 tuổi người Senegal đã lập công 38 lần trong tổng số 73 trận khoác áo Molde, trung bình hơn 0,5 bàn/trận, hiệu suất ghi bàn khá cao.
Nhờ màn trình diễn ấn tượng trên mà Mame Biram Diouf nhận được sự quan tâm đặc biệt từ rất nhiều đội bóng lớn nhỏ tại châu Âu, như Arsenal, Hamburg, Werder Bremen, Schalke 04, Borussia Dortmund, Ajax, PSV Eindhoven, Udinese, Borussia và Mönchengladbach.
Mame Biram Diouf chưa 1 lần được gọi vào ĐTQG Senegal, nhưng tiền đạo này là thành viên thường xuyên của ĐT U20 quốc gia châu Phi này từ năm 2004 đến 2007. Diouf đã lập công 5 lần trong tổng số 18 trận khoác áo U20 Senegal.

### Manchester United
Anh xuất hiện lần đầu tiên vào ngày 17/1/2010 trong trận gặp Burnley khi đó MU đang dẫn trước 2-0.Từ đường chuyền bổng của Antonio Valencia, Diouf đã có pha băng lên và đánh đầu vượt qua thủ môn để có được bàn thắng đầu tiên của mình ở Manchester United.
Anh mang chiếc áo số 32, số áo mà cầu thủ Carlos Tevez khi thi đấu cho MU đã mặc.

## Thống kê

### Câu lạc bộ
Tính đến ngày 13 tháng 5 năm 2018
| Câu lạc bộ              | Mùa giải            | Giải đấu                     | Giải đấu      | Giải đấu     | Cúp quốc gia  | Cúp quốc gia | Cúp liên đoàn | Cúp liên đoàn | Châu Âu       | Châu Âu      | Tỏng cộng     | Tỏng cộng    |
| Câu lạc bộ              | Mùa giải            | Giải đấu                     | Số lần ra sân | Số bàn thắng | Số lần ra sân | Số bàn thắng | Số lần ra sân | Số bàn thắng  | Số lần ra sân | Số bàn thắng | Số lần ra sân | Số bàn thắng |
| ----------------------- | ------------------- | ---------------------------- | ------------- | ------------ | ------------- | ------------ | ------------- | ------------- | ------------- | ------------ | ------------- | ------------ |
| Molde                   | 2007                | Giải bóng đá hạng nhất Na Uy | 22            | 10           | 0             | 0            | —             | —             | —             | —            | 22            | 10           |
| Molde                   | 2008                | Tippeligaen                  | 23            | 7            | 5             | 4            | —             | —             | —             | —            | 28            | 11           |
| Molde                   | 2009                | Tippeligaen                  | 29            | 16           | 7             | 8            | —             | —             | —             | —            | 36            | 24           |
| Molde                   | Tỏng cộng           | Tỏng cộng                    | 74            | 33           | 12            | 12           | —             | —             | —             | —            | 86            | 45           |
| Manchester United       | 2009–10             | Premier League               | 5             | 1            | 0             | 0            | 1             | 0             | 0             | 0            | 6             | 1            |
| Manchester United       | 2010–11             | Premier League               | 0             | 0            | 0             | 0            | 0             | 0             | 0             | 0            | 0             | 0            |
| Manchester United       | 2011–12             | Premier League               | 0             | 0            | 0             | 0            | 3             | 0             | 0             | 0            | 3             | 0            |
| Manchester United       | Tỏng cộng           | Tỏng cộng                    | 5             | 1            | 0             | 0            | 4             | 0             | 0             | 0            | 9             | 1            |
| Blackburn Rovers (mượn) | 2010–11             | Premier League               | 26            | 3            | 1             | 0            | 2             | 3             | —             | —            | 29            | 6            |
| Blackburn Rovers (mượn) | Tỏng cộng           | Tỏng cộng                    | 26            | 3            | 1             | 0            | 2             | 3             | —             | —            | 29            | 6            |
| Hannover 96             | 2011–12             | Bundesliga                   | 10            | 6            | 0             | 0            | —             | —             | 5             | 4            | 15            | 10           |
| Hannover 96             | 2012–13             | Bundesliga                   | 28            | 12           | 2             | 2            | —             | —             | 6             | 3            | 36            | 17           |
| Hannover 96             | 2013–14             | Bundesliga                   | 19            | 8            | 1             | 0            | —             | —             | 0             | 0            | 20            | 8            |
| Hannover 96             | Tổng cộng           | Tổng cộng                    | 57            | 26           | 3             | 2            | —             | —             | 11            | 7            | 71            | 35           |
| Stoke City              | 2014–15             | Premier League               | 34            | 11           | 2             | 0            | 2             | 1             | —             | —            | 38            | 12           |
| Stoke City              | 2015–16             | Premier League               | 26            | 5            | 2             | 0            | 2             | 0             | —             | —            | 30            | 5            |
| Stoke City              | 2016–17             | Premier League               | 27            | 1            | 0             | 0            | 1             | 0             | —             | —            | 28            | 1            |
| Stoke City              | 2017–18             | Premier League               | 35            | 6            | 1             | 0            | 1             | 0             | —             | —            | 37            | 6            |
| Stoke City              | Tổng cộng           | Tổng cộng                    | 122           | 23           | 5             | 0            | 6             | 1             | —             | —            | 133           | 24           |
| Tổng cộng sự nghiệp     | Tổng cộng sự nghiệp | Tổng cộng sự nghiệp          | 284           | 86           | 21            | 14           | 12            | 4             | 12            | 7            | 329           | 111          |

### Đội tuyển quốc gia
Tính đến ngày 24 tháng 6 năm 2018
| Đội tuyển quốc gia | Năm       | Số lần ra sân | Số bàn thắng |
| ------------------ | --------- | ------------- | ------------ |
| Sénégal            |           |               |              |
| 2009               | 2         | 0             |              |
| 2010               | 6         | 1             |              |
| 2011               | 5         | 1             |              |
| 2012               | 1         | 0             |              |
| 2013               | 6         | 0             |              |
| 2014               | 3         | 2             |              |
| 2015               | 8         | 4             |              |
| 2016               | 8         | 3             |              |
| 2017               | 6         | 0             |              |
| 2018               | 6         | 0             |              |
| Tổng cộng          | Tổng cộng | 51            | 10           |

### Bàn thắng quốc tế
| #   | Ngày                 | Địa điểm                                                    | Đối thủ    | Bàn thắng | Kết quả | Giải đấu                 |
| --- | -------------------- | ----------------------------------------------------------- | ---------- | --------- | ------- | ------------------------ |
| 1.  | 11 tháng 8 năm 2010  | Sân vận động Léopold Sédar Senghor, Dakar, Sénégal          | Gabon      | 2–1       | 2–1     | Giao hữu                 |
| 2.  | 11 tháng 11 năm 2011 | Sân vận động Aimé Bergeal, Mantes-la-Ville, Pháp            | Guinée     | 4–1       | 4–1     | Giao hữu                 |
| 3.  | 5 tháng 9 năm 2014   | Sân vận động Léopold Sédar Senghor, Dakar, Sénégal          | Ai Cập     | 1–0       | 2–0     | Vòng loại CAN 2015       |
| 4.  | 15 tháng 11 năm 2014 | Sân vận động Quốc tế Cairo, Cairo, Ai Cập                   | Ai Cập     | 1–0       | 1–0     | Vòng loại CAN 2015       |
| 5.  | 19 tháng 1 năm 2015  | Sân vận động Mongomo, Mongomo, Guinea Xích Đạo              | Ghana      | 1–1       | 2–1     | CAN 2015                 |
| 6.  | 13 tháng 6 năm 2015  | Sân vận động Léopold Sédar Senghor, Dakar, Sénégal          | Burundi    | 2–1       | 3–1     | Vòng loại CAN 2017       |
| 7.  | 13 tháng 11 năm 2015 | Sân vận động Municipal Mahamasina, Antananarivo, Madagascar | Madagascar | 1–2       | 2–2     | Vòng loại World Cup 2018 |
| 8.  | 17 tháng 11 năm 2015 | Sân vận động Léopold Sédar Senghor, Dakar, Sénégal          | Madagascar | 3–0       | 2–2     | Vòng loại World Cup 2018 |
| 9.  | 28 tháng 5 năm 2016  | Sân vận động Amahoro, Kigali, Rwanda                        | Rwanda     | 1–0       | 2–0     | Giao hữu                 |
| 10. | 4 tháng 6 năm 2016   | Sân vận động Louis Rwagasore, Bujumbura, Burundi            | Burundi    | 2–0       | 2–0     | Vòng loại CAN 2017       |